# Szyfr strumieniowy
Szyfr strumieniowy (także: algorytm strumieniowy, algorytm potokowy) – algorytm symetryczny, który szyfruje oddzielnie każdy bit wiadomości. Algorytm ten składa się z generatora strumienia bitowego, będącego kluczem szyfrującym oraz elementu dodającego (na przykład operacji XOR).
Szyfrowanie wiadomości wykorzystujące operację XOR wygląda następująco:
{\displaystyle C_{i}=S_{i}\oplus M_{i}}
gdzie {\displaystyle S_{i}} to strumień bitów będący kluczem, {\displaystyle M_{i}} to tekst jawny, a {\displaystyle C_{i}} to szyfrogram.
Odszyfrowywanie zakodowanej wiadomości odbywa się w identyczny sposób – generujemy strumień szyfrujący i stosujemy operację XOR na szyfrogramie:
{\displaystyle S_{i}\oplus C_{i}=S_{i}\oplus S_{i}\oplus M_{i}=M_{i}}
Istnieją szyfry strumieniowe oparte na generatorach liczb pseudolosowych – jeśli generator jest kryptograficznie silny, to ziarno generatora może służyć jako klucz, a generowany strumień pseudolosowych liczb jako strumień szyfrujący. Blum Blum Shub jest przykładem generatora, dla którego istnieje dowód, że złamanie go jest co najmniej równie trudne jak rozbicie liczby stanowiącej klucz na czynniki.
Szyframi strumieniowymi są też tryby CFB, OFB i CTR szyfrów blokowych. Generują one z samego klucza i z wektora inicjalizującego (nie korzystając z danych) strumień szyfrujący, po czym XOR-ują go z danymi.